# Ružbašská brána
Ružbašská brána je geomorfologický útvar vytvořen řekou Poprad. Řeka se na tomto území prolamuje flyšovými souvrstvími mezi Spišskou Magurou na severozápadě a Levočskými vrchy na jihovýchodě.
Zároveň spojuje výše položený stupeň Popradské kotliny s níže položeným stupněm Lubovnianské kotliny. V Ružbašské bráně vytváří řeka Poprad dva velké zaklesnuté meandry. Brána vystupuje v krajině mezi městem Podolínec a obcí Forbasy. Na území brány leží jediná obec Nižné Ružbachy.